# 南亜矢子
南 亜矢子（みなみ あやこ）は、名古屋市出身の作曲家。
2004年、新卒でフロム・ソフトウェアに入社、2008年に同退社後、ヴァイオリニスト・一木裕樹と作曲家ユニットbjsを結成。フリーランスで作曲活動をしている。

## 略歴
- 幼少よりクラシックピアノ及び作曲の勉強を始める
- 2000年-HAL名古屋校ミュージック学科四年制課程入学（後卒業）
- 2004年-フロム・ソフトウェア新卒入社
- 2008年-同退社後、ヴァイオリニスト・一木裕樹と共に作曲家ユニットbjsを結成、フリーの作曲家として制作活動を開始

## 作品

### ゲーム
フロム・ソフトウェア
- Another Century's Episode
- アーマード・コア ナインブレイカー
- アーマード・コア フォーミュラフロント
- 義経英雄伝
- 義経英雄伝修羅
- アーマード・コア ラストレイヴン
- KING'S FIELD ADDITIONAL I
- KING'S FIELD ADDITIONAL Ⅱ
- エンチャント・アーム
- A.C.E3
- アーマード・コア4
- 天誅シリーズ

キューエンタテインメント
- ロックバンド日本版

その他
- メジャーWii パーフェクトクローザー
- 初音ミク -Project DIVA-
- 闘真伝 Wii

### 楽曲提供
- 池澤春菜ミニアルバム「光の花束」

### 実写作品
- ほんとにあった! 呪いのビデオ（32巻 - 41巻）
- 首都圏からややはずれた海岸物語〜早春、少女と地引き網